# أسطورة شعبية (فلم)
أسطورة شعبية (بالإنجليزية: Urban Legend) هو فيلم رعب وغموض تم إنتاجه في الولايات المتحدة وكندا وصدر سنة 1998 بطولة أليسيا ويت وجاريد ليتو.

## القصة
طلاب جامعيون يشكون أن سلسلة الوفيات التي حدثث مؤخرا عندها علاقة بمجموعة أساطير شعبية منتشرة هناك.

## الميزانية والإيرادات
كلف الفيلم 14 مليون وحقق أرباح تقدر بـ 72.5 مليون دولار.

## وصلات خارجية
مقالات تستعمل روابط فنية بلا صلة مع ويكي بيانات